# Iglesia de Nuestra Señora (Brujas)
La Iglesia de Nuestra Señora (en neerlandés: Onze-Lieve-Vrouwekerk), en Brujas, Bélgica, es una gran iglesia medieval que data principalmente de los siglos XIII, XIV y XV.  Su torre, de 122,3 metros de altura, sigue siendo la estructura más alta de la ciudad y la segunda torre de ladrillo más alta del mundo (la más alta es la iglesia de San Martín en Landshut, Alemania).
La Iglesia de Nuestra Señora de Brujas se construyó en el siglo XIII en el lugar que ocupaba  en el centro histórico de Brujas una iglesia románica anterior. Su arquitectura está inspirada en la no lejana catedral de Nuestra Señora de Tournai.  Entre 1270 y 1340 se construyó la torre de 122 metros de altura, situada en la nave colateral norte.  Hacia la mitad del siglo XV, se añade una flecha de 54 metros de altura de ladrillo al edificio.
En el espacio del coro detrás del altar mayor se encuentran las tumbas de Carlos el Temerario, último duque de Borgoña de la dinastía Valois, y de su hija, la duquesa María de Borgoña. Las efigies de bronce dorado de ambos, padre e hija, reposan cuan largos eran sobre losas pulidas de piedra negra. Ambos están coronados, y Carlos se representa con armadura completa y luciendo la Orden del Toisón de Oro.
El pieza del altar de la larga capilla en el pasillo sur alberga el tesoro artístico más famoso de la iglesia, una escultura de mármol blanco, conocida como la Madonna de Brujas, creada por Miguel Ángel, de alrededor de 1504. Probablemente fue originalmente concebida para la catedral de Siena, aunque fue comprada en Italia por dos comerciantes de Brujas, los hermanos Jan y Alexander Mouscron, que, en 1514, la donaron a su actual casa. La escultura se recuperó dos veces después de haber sido saqueada por ocupantes extranjeros: los revolucionarios franceses, hacia 1794, y los nazis alemanes en 1944.

## Obras de arte
- del escultor Jan Borreman, un magnífico mausoleo gótico, de 1502, de la duquesa María de Borgoña erigido por su marido, el emperador Maximiliano I del Sacro Imperio Romano.
- del escultor  Jacobo Jonghelinck, un mausoleo renacentista, de 1562, para Carlos el Temerario (el padre de María de Borgoña), erigido por su tataranieto del rey Felipe II de España.
- La conocida como Madonna de Brujas, una estatua de mármol de la Virgen con Niño de Miguel Ángel de 1504.
- Varias pinturas de los primitivos flamencos, como:
  - Gerard David : La Transfiguración  (el pintor está enterrado en esta iglesia);
  - Adrián Isenbrandt : Vierge aux sept douleurs ;
  - Bernard van Orley : Tríptico de la Pasión de Cristo ;
  - Pieter Pourbus : Natividad de 1574.

### Exterior

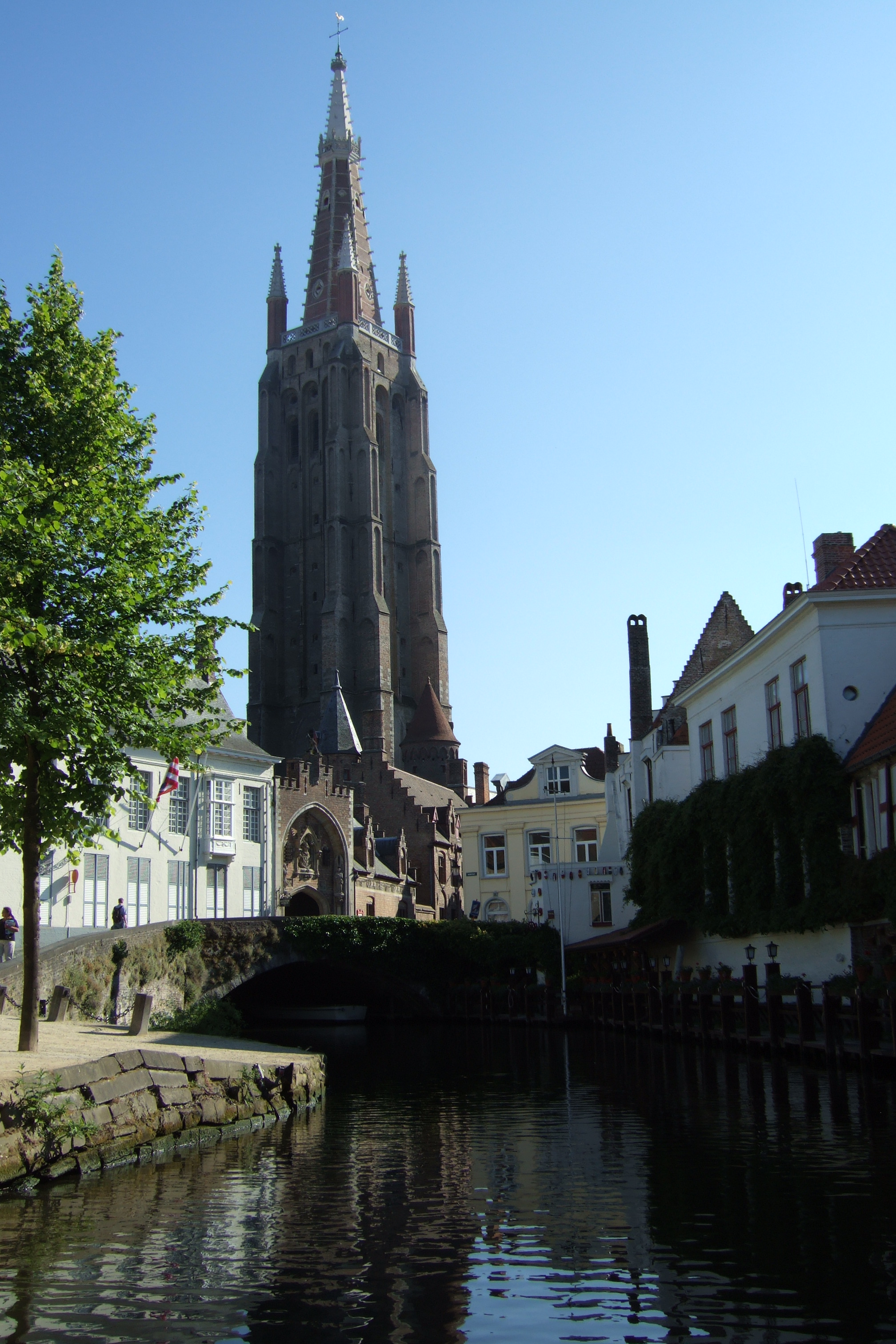
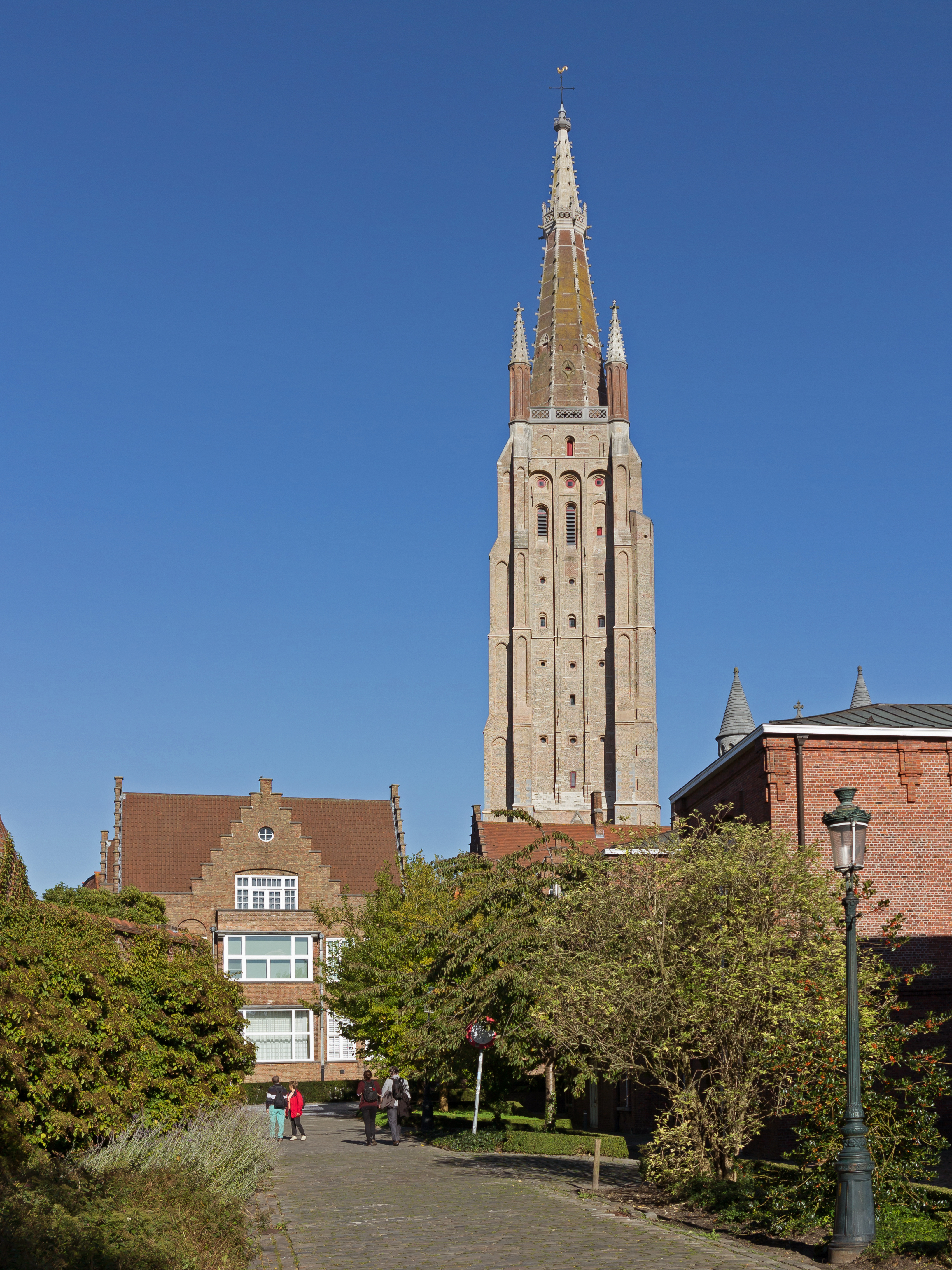
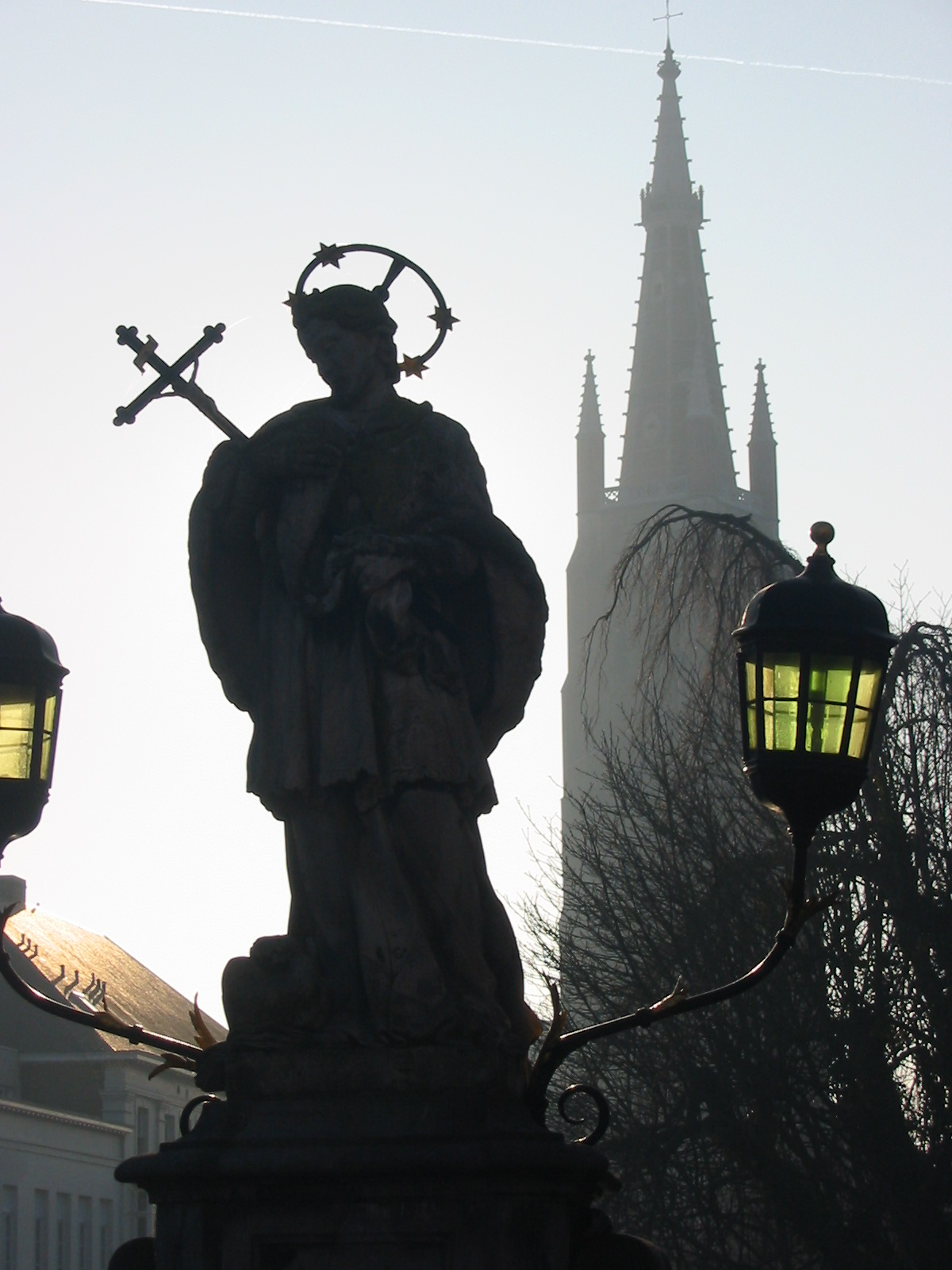
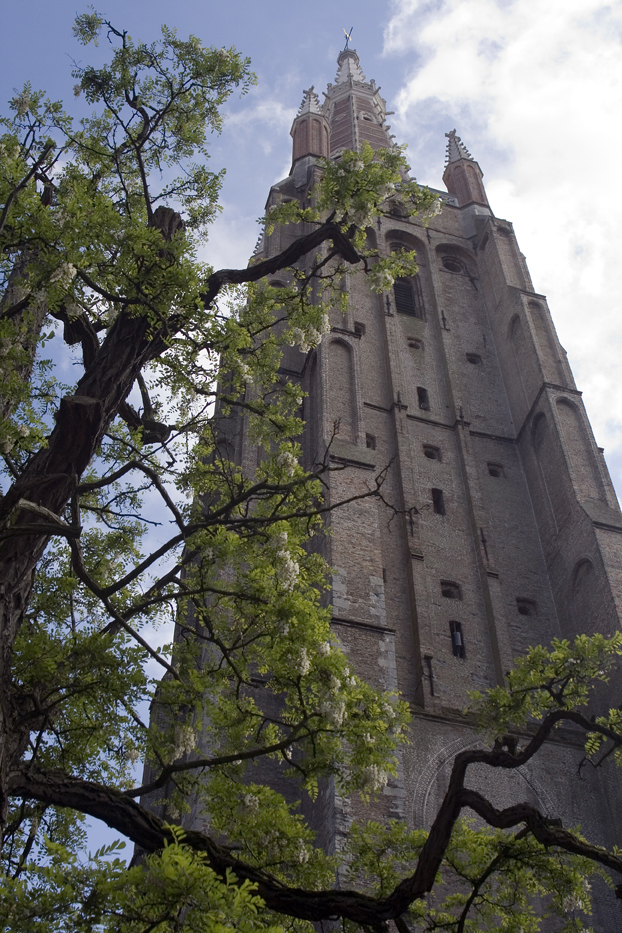

## Galería

### Interior

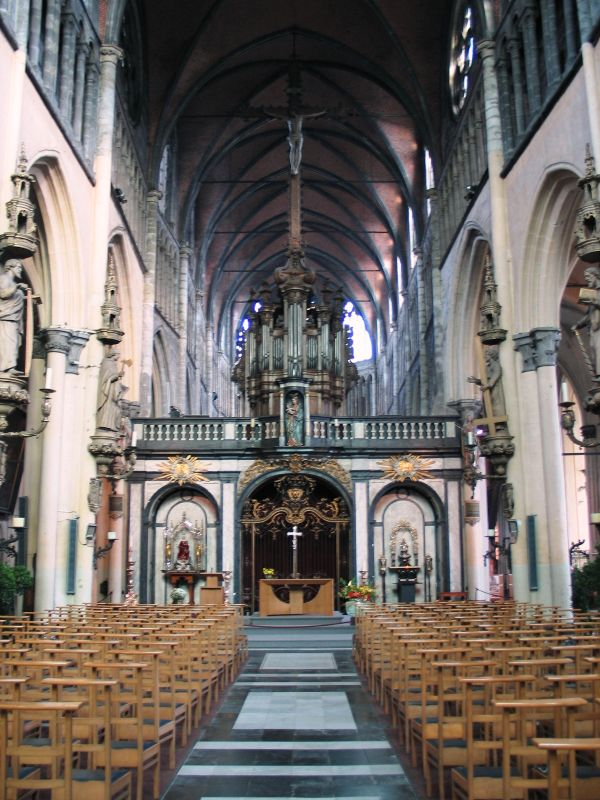
Nave
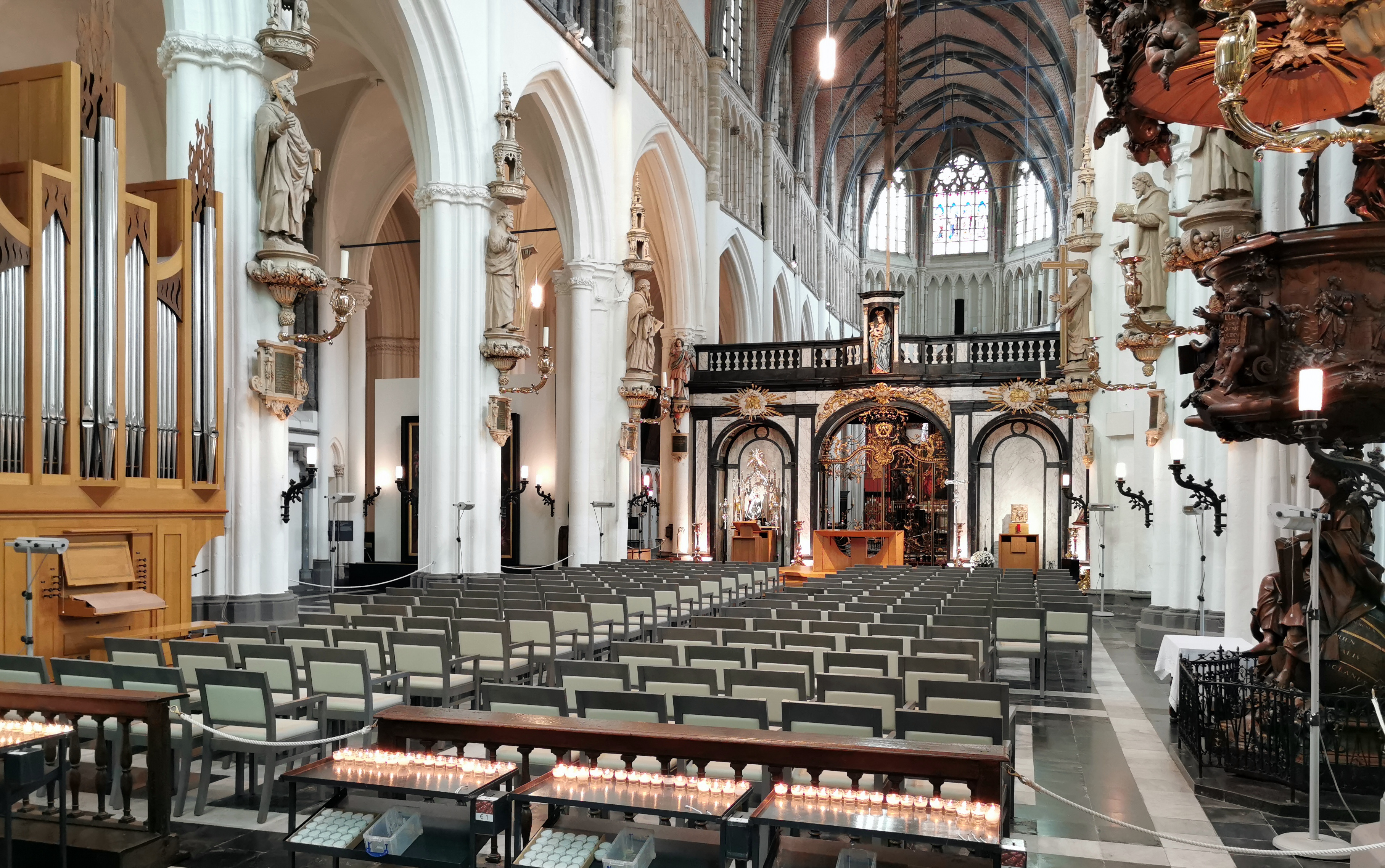
Nave
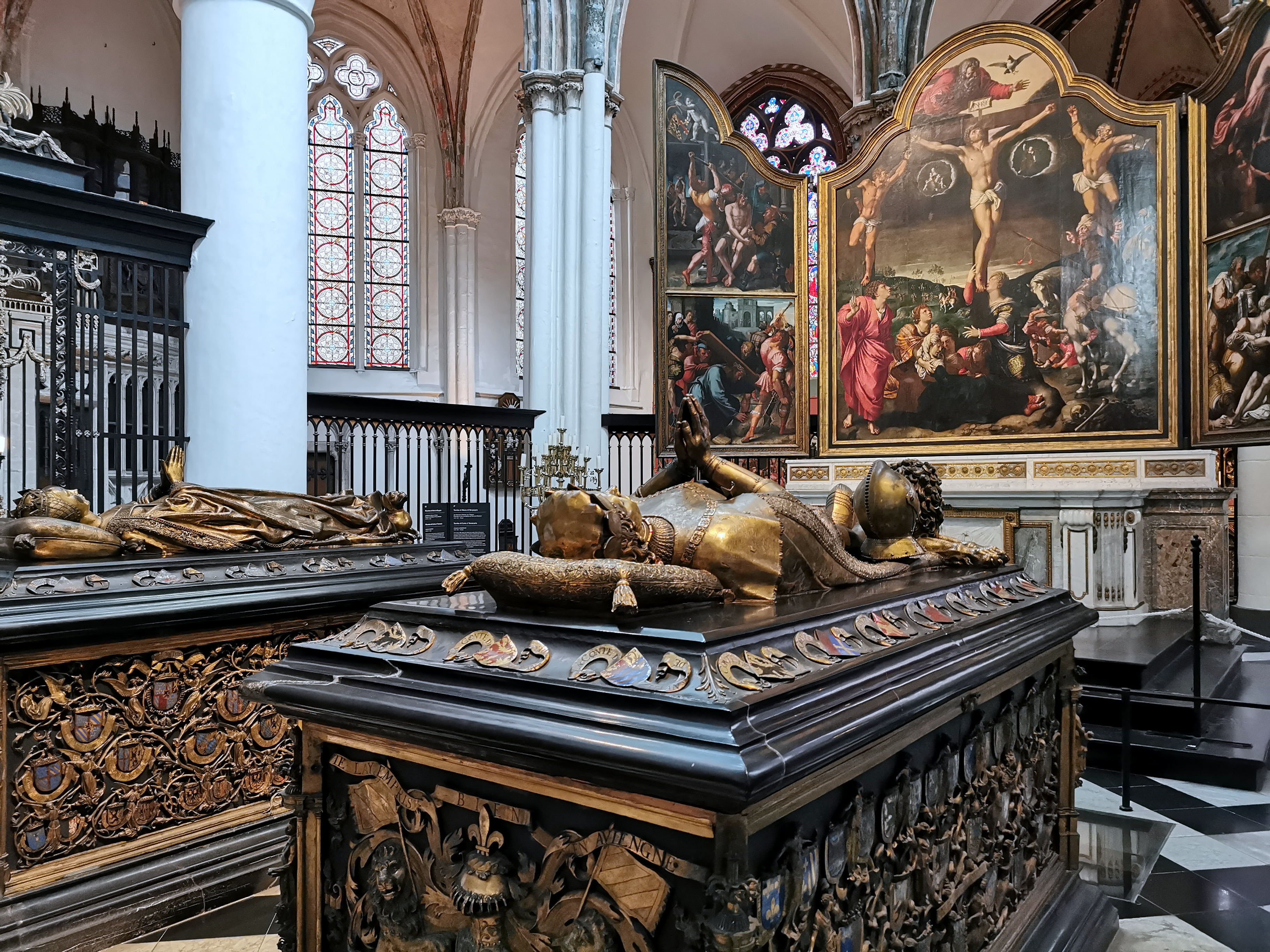
Las tumbas de Carlos el Temerario, y María de Borgoña

### Obras de arte

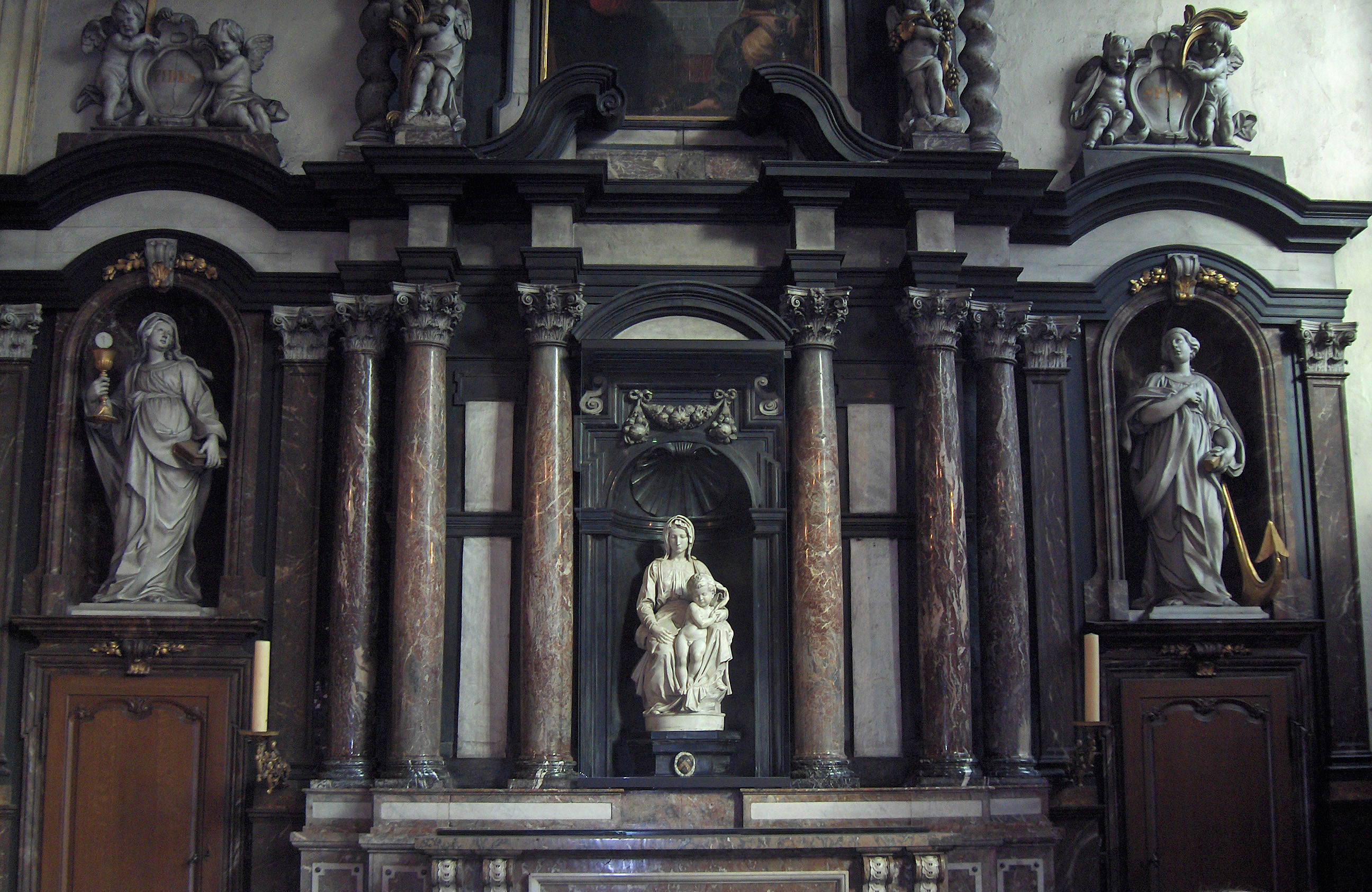
Madonna de Brujas, de Miguel Ángel
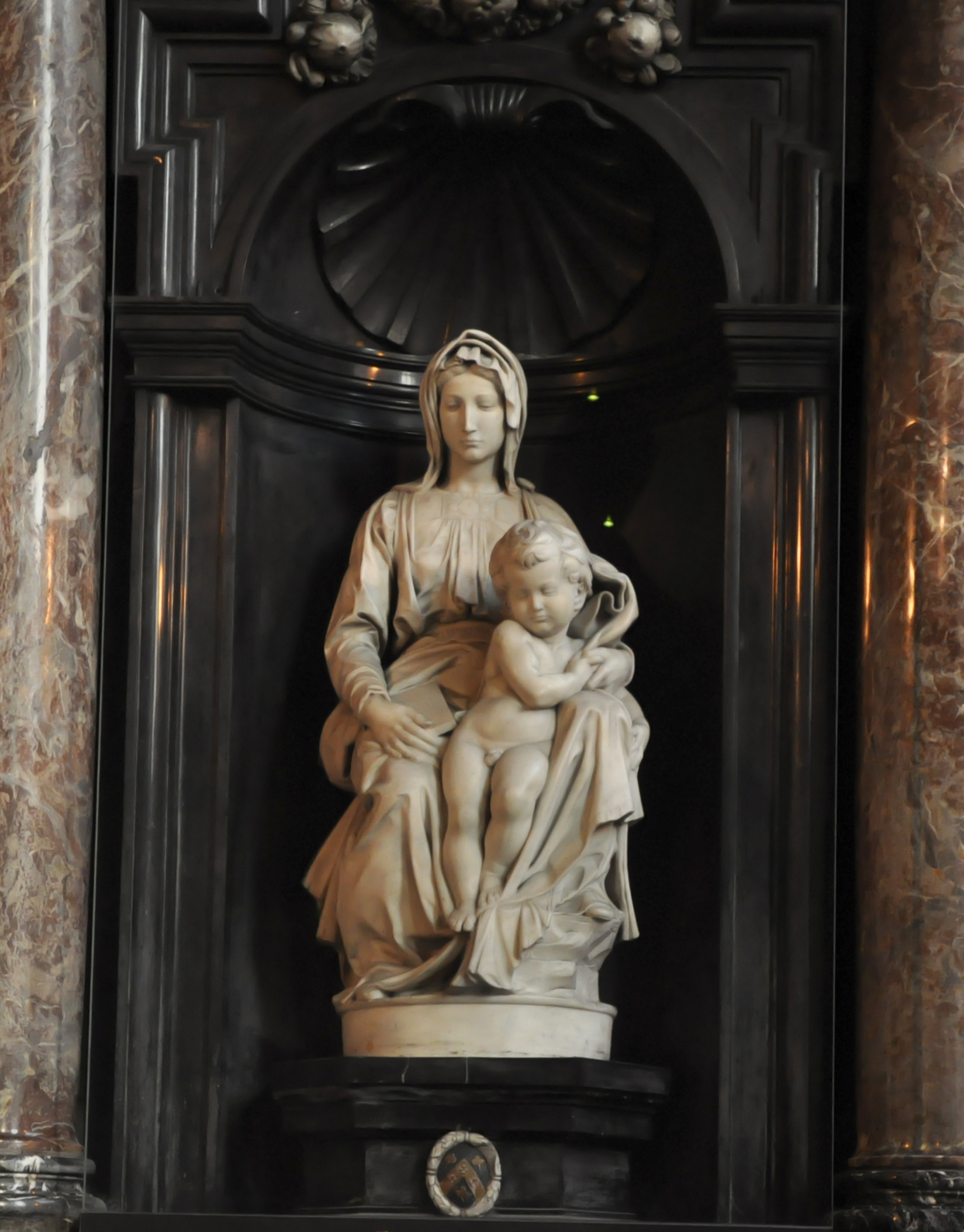
Madonna de Brujas
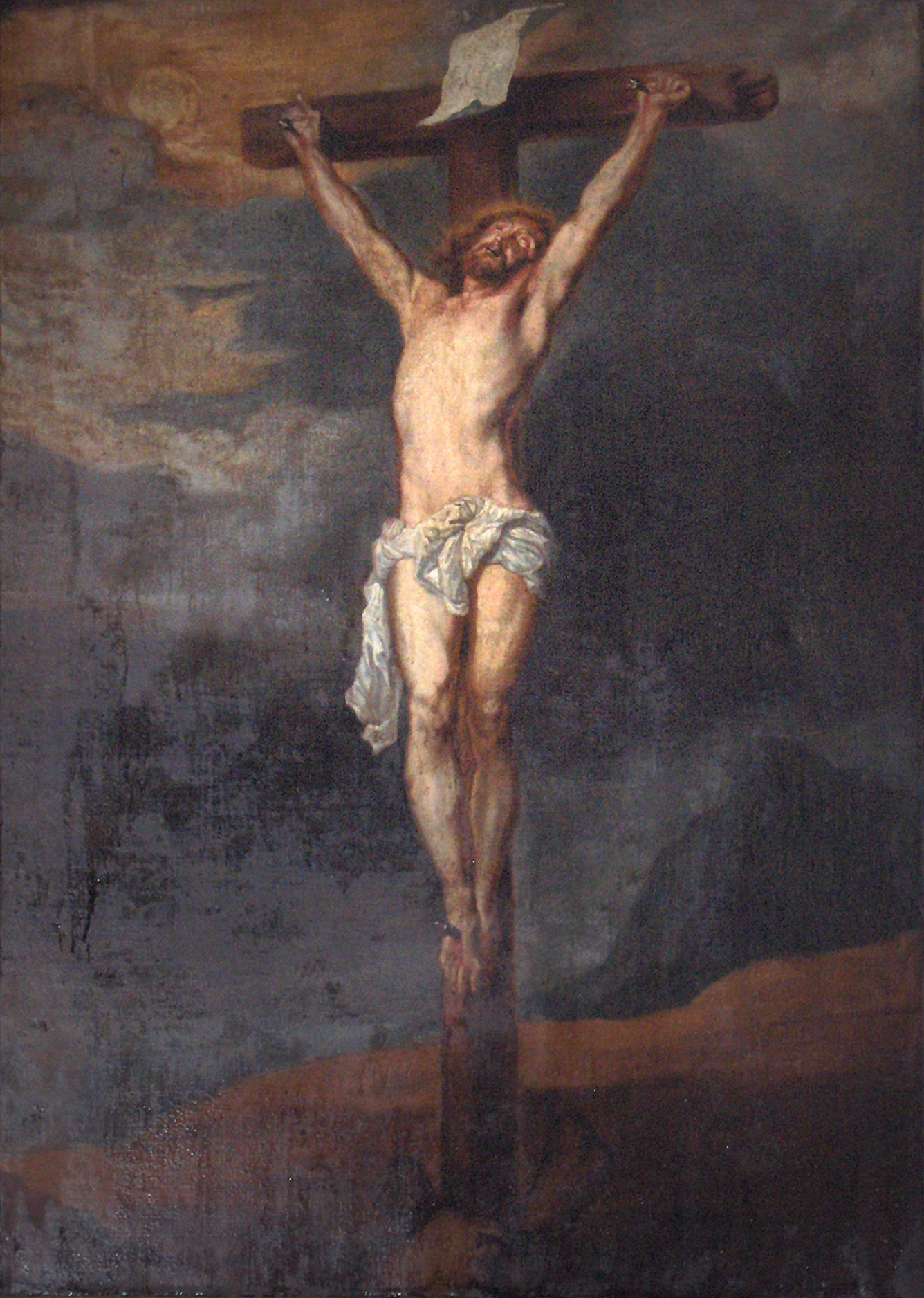
Crucifixión de Anthony van Dyck
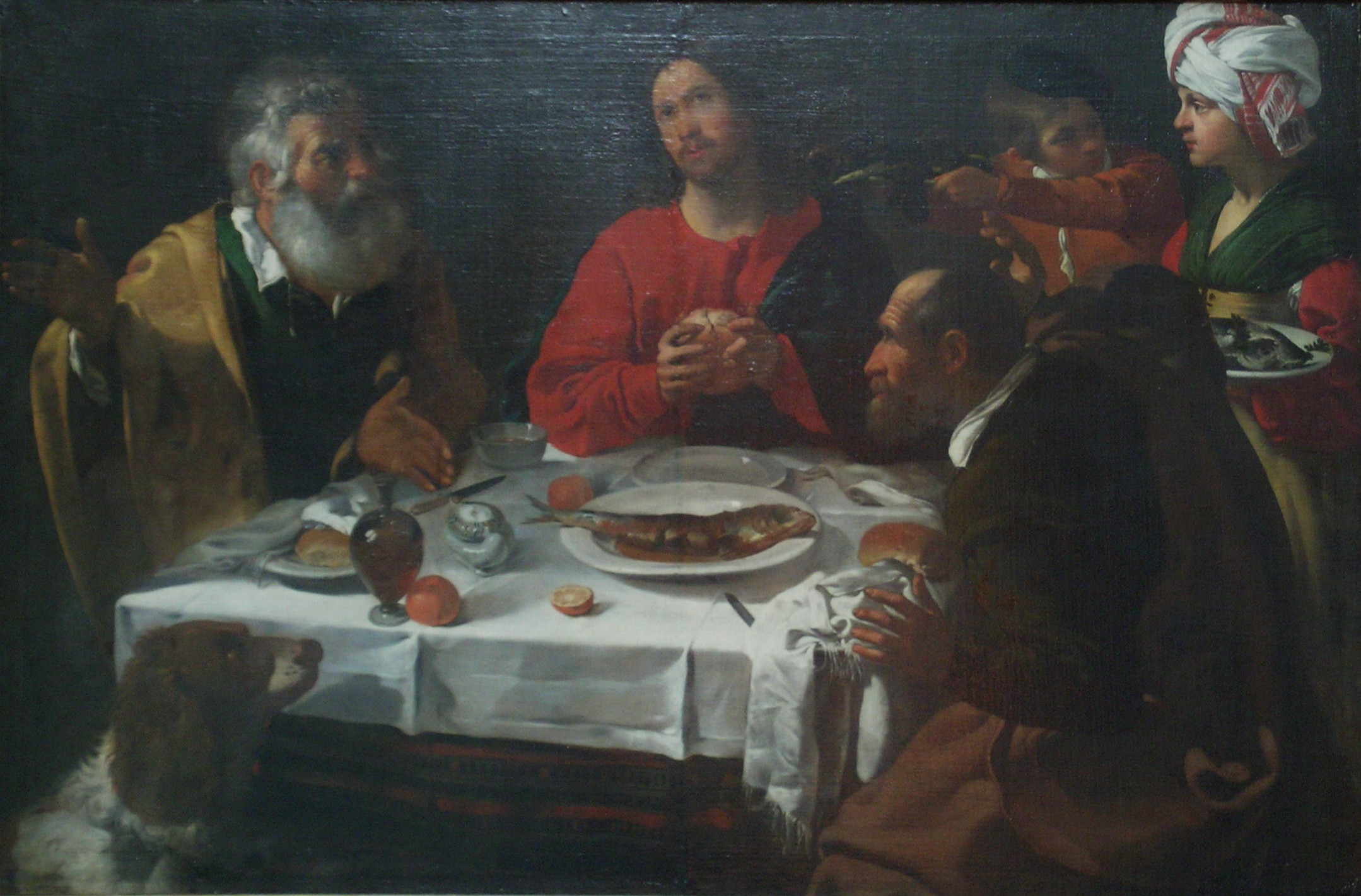
Supper at Emmaüs, antiguamente atribuido a Caravaggio
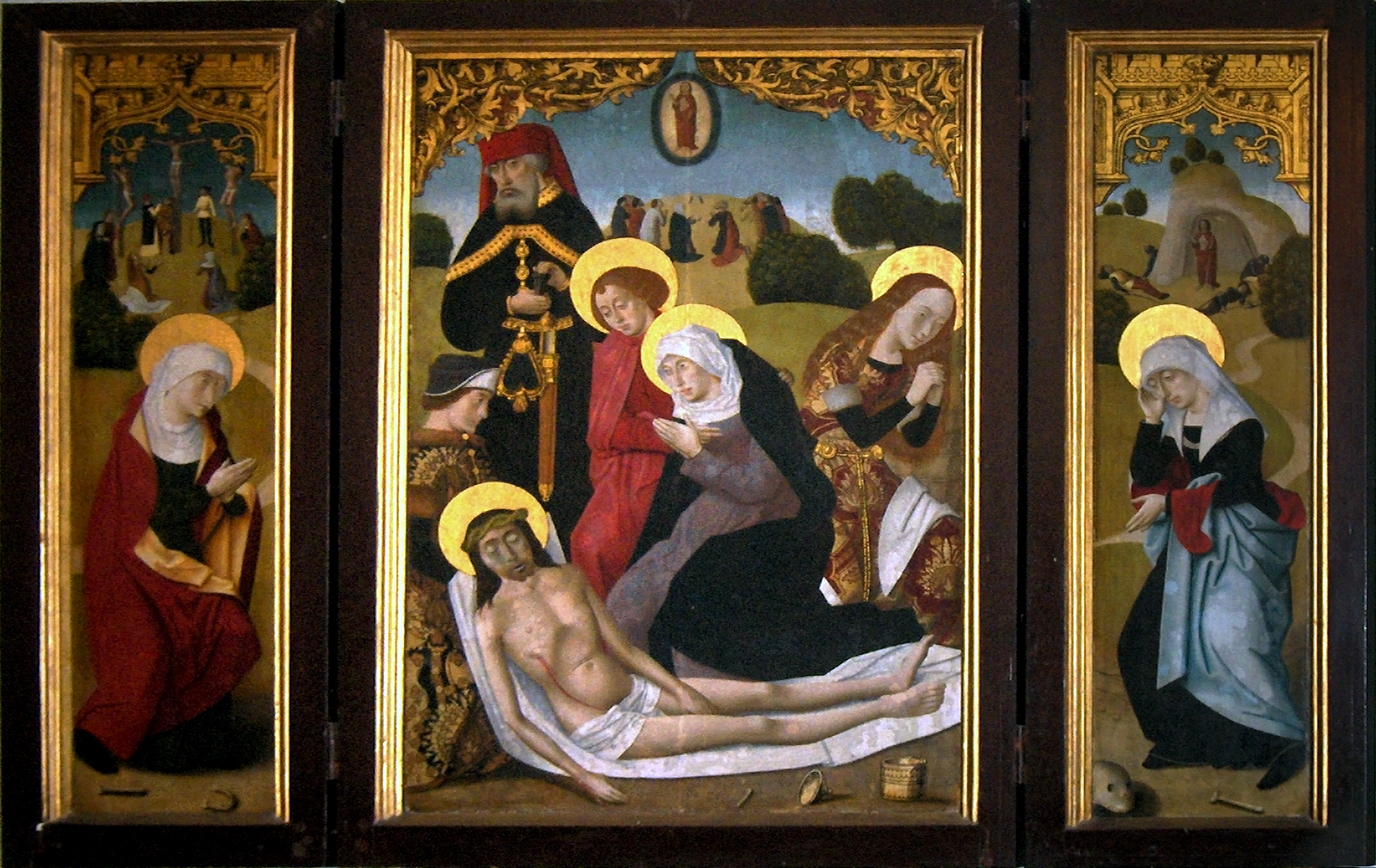
Dscenso de la Cruz; anónimo